# Канада на Летњим олимпијским играма 2020.
Канада се такмичила на Летњим олимпијским играма 2020. у Токију. Првобитно планиране да се одрже од 24. јула до 9. августа 2020. године, Игре су одложене за 23. јул до 8. августа 2021. због пандемије ковида 19. Од дебија 1900. године, канадски спортисти су се појављивали на сваком издању Летњих олимпијских игара, са изузетком Летњих олимпијских игара 1980. у Москви због подршке земље бојкоту предвођеном Сједињеним Државама .
Пре званичног одлагања, Канадски олимпијски комитет и Канадски параолимпијски комитет првобитно су најавили намеру да не шаљу тимове и на Олимпијске и на Параолимпијске игре. Након најаве о одлагању, КОК и КПК су издали саопштење у којем се делимично каже да ће тим Канаде „достати пред изазовом да покаже своје најбоље на међународној сцени“, без изричитог навођења да ће канадски спортисти учествовати у игре.
У оквиру прославе Дана Канаде одржане на Парламент Хилу у Отави 2019. године, бивша трострука освајачица олимпијске златне медаље у веслању, Марни МекБин именована је за шефа мисије тима.
Канадски олимпијски комитет је 13. јула 2021. званично објавио комплетан тим од 370 спортиста (145 мушкараца и 225 жена) који се такмиче у 30 спортова, што је највећи тим који је земља послала на игре од Лос Анђелеса 1984. и повећање од 56 од Рио 2016. Екипу ће пратити и 131 тренер. Укупно осам екипа се квалификовало у тимским спортовима, највише изједначено са Монтреалом 1976. На својим првим Олимпијским играма такмичило се укупно 227 спортиста, а њих 134 вратило се из Рија 2016. Вашек Поспишил се 15. јула 2021. повукао из тениских такмичења, чиме је број тима смањен на 370 Дана 24. јула, Ани Гуглија је добила прераспоређено место на женском уличном скејтборду након повреде такмичарке из Јужне Африке. Тиме је тим поново повећан на 371 спортисту (145 мушкараца и 226 жена).
Због ефеката пандемије ковида 19, међународни олимпијски комитет саопштио је у јулу 2021. да ће путујућим заменицима бити дозвољено да се такмиче у следећим тимским спортовима: хокеј на трави, фудбал, рукомет, рагби седам и ватерполо. Алтернативе за ове тимске спортове су наведени у наставку и састојали су се од још девет спортиста (два у хокеју на трави, четири у фудбалу, један по рагби седмици и ватерполо тимовима). Међутим, ових девет се званично не рачуна у величину тима. Олимпијски тим Канаде такмичио се у свим спортовима на олимпијском програму осим рукомета, модерног петобоја и сурфовања. Такмичили су се заменици у фудбалу, рагбију седам и ватерполу, што је приказано у табели испод. Ово је повећало величину тима на 378. Двоје спортиста у мачевању и један у триатлону додата су током такмичења због замена за повреде. То је значило да је коначна величина тима била 381 спортиста (148 мушкараца и 233 жене).
Дана 19. јула 2021. године, кошаркаш Миранда Ајим и рагби седам спортиста Нејтан Хирајама именовани су за носиоце заставе током церемоније отварања. Дана 8. августа 2021. године, освајач златне медаље и олимпијски рекордер у десетобоју, Дамијан Ворнер именован је за носиоца заставе током церемоније затварања.
Освојене су 24 медаље на Летњим олимпијским играма 2020. означавајући најбољи укупан резултат у земљи након Игара 1984. године, надмашујући 22 медаље освојене 1996. и 2016. године, а такође су једнаке највећем броју златних медаља освојених 1992. године. На Летњим олимпијским играма 1984, које је бојкотовао Совјетски блок, Канада је освојила 44 медаље.

## Освајачи медаља
| \| Медаља \| Име(на) такмичара \| Спорт \| Дисциплина \| Датум \| \| ---------- \| ----------------------------------------------------------------------------------------------------------------------------------- \| -------------- \| ---------------------------------- \| --------- \| \| Злато \| Меги Мак Нил \| Пливање \| 100 м делфин за жене \| 26. јул \| \| Злато \| Мод Шарон \| Дизање тегова \| до 63 кг за жене \| 27. јул \| \| Злато \| Сузан Грејнџер Касија Гручала-Весјерски Мадисон Мејли Сидни Пејн Андреа Проски Лиса Роман Кристине Ропер Авалон Вестниз Кристен Кит \| Веслање \| Осмерац за жене \| 30. јул \| \| Злато \| Андре де Грас \| Атлетика \| 200 м за мушкарце \| 4. август \| \| Злато \| Дамијан Ворнер \| Атлетика \| Десетобој за мушкарце \| 5. август \| \| Злато \| Женска фудбалска репрезентација Канаде \| Фудбал \| Женски турнир \| 6. август \| \| Злато \| Келси Мичел \| Бициклизам \| Спринт појединачно за жене \| 8. август \| \| Сребро \| Кајла Санчез Меги Мак Нил Тејлор Рак Ребека Смит Пени Олексијак \| Пливање \| 4 × 100 м за жене слободно \| 25. јул \| \| Сребро \| Џенифер Абел Мелиса Ситрини-Болије \| Скокови у воду \| 3 м даска синхрони скокови за жене \| 25. јул \| \| Сребро \| Кајли Мејс \| Пливање \| 100 м леђно за жене \| 27. јул \| \| Сребро \| Кајли Мејс \| Пливање \| 200 м леђно за жене \| 31. јул \| \| Сребро \| Лоренс Венсан-Лапуант \| Кајак-кану \| Ц1 за жене 200 м \| 4. август \| \| Сребро \| Мухамед Ахмед \| Атлетика \| 5.000 м за мушкарце \| 6. август \| \| Сребро [a] \| Џером Блејк Арон Браун Андре де Грас Брендон Родни \| Атлетика \| 4 × 100 м штафета \| 6. август \| \| Бронза \| Џесика Климкејт \| Џудо \| Жене до 57 кг \| 26. јул \| \| Бронза \| Женска репрезентација Канаде у софтболу \| Софтбол \| Женски турнир \| 27. јул \| \| Бронза \| Катрин Бошмен-Пинар \| Џудо \| Жене до 63 кг \| 27. јул \| \| Бронза \| Пени Олексијак \| Пливање \| 200 м слободно за жене \| 28. јул \| \| Бронза \| Кејли Филмер Хилари Џенсен \| Веслање \| Двојац без кормилара за жене \| 29. јул \| \| Бронза \| Кајла Санчез Меги Мек Нил Кајли Мејс Сидни Пикрем Тејлор Рак Пени Олексијак \| Пливање \| 4×100 м мешовито за жене \| 1. август \| \| Бронза \| Андре де Грас \| Атлетика \| 100 м за мушкарце \| 1. август \| \| Бронза \| Лоријен Генест \| Бициклизам \| Кеирин за жене \| 5. август \| \| Бронза \| Еван Данфи \| Атлетика \| Ходање 50 километара \| 6. август \| \| Бронза \| Кејти Венсан Лоренс Венсан-Лапуант \| Кану \| Ц2 500 м за жене \| 7. август \| a Канада је завршила на трећем месту у мушкој штафети 4 × 100 метара. Дана 18. фебруара 2022. тим Велике Британије је дисквалификован из трке 4 × 100 метара штафете због допинг прекршаја и званично им је одузета сребрна медаља. Канада је због тога унапређена до сребрне медаље, док је Кина добила бронзу. Тим је своје медаље добио 29. јула 2023. године. | |                |                                    |           |
| Медаља | Име(на) такмичара | Спорт          | Дисциплина                         | Датум     |
| Злато | Меги Мак Нил | Пливање        | 100 м делфин за жене               | 26. јул   |
| Злато | Мод Шарон | Дизање тегова  | до 63 кг за жене                   | 27. јул   |
| Злато | Сузан Грејнџер Касија Гручала-Весјерски Мадисон Мејли Сидни Пејн Андреа Проски Лиса Роман Кристине Ропер Авалон Вестниз Кристен Кит | Веслање        | Осмерац за жене                    | 30. јул   |
| Злато | Андре де Грас | Атлетика       | 200 м за мушкарце                  | 4. август |
| Злато | Дамијан Ворнер | Атлетика       | Десетобој за мушкарце              | 5. август |
| Злато | Женска фудбалска репрезентација Канаде                                                                                              | Фудбал         | Женски турнир                      | 6. август |
| Злато | Келси Мичел | Бициклизам     | Спринт појединачно за жене         | 8. август |
| Сребро | Кајла Санчез Меги Мак Нил Тејлор Рак Ребека Смит Пени Олексијак                                                                     | Пливање        | 4 × 100 м за жене слободно         | 25. јул   |
| Сребро | Џенифер Абел Мелиса Ситрини-Болије                                                                                                  | Скокови у воду | 3 м даска синхрони скокови за жене | 25. јул   |
| Сребро | Кајли Мејс | Пливање        | 100 м леђно за жене                | 27. јул   |
| Сребро | Кајли Мејс | Пливање        | 200 м леђно за жене                | 31. јул   |
| Сребро | Лоренс Венсан-Лапуант | Кајак-кану     | Ц1 за жене 200 м                   | 4. август |
| Сребро | Мухамед Ахмед | Атлетика       | 5.000 м за мушкарце                | 6. август |
| Сребро [a] | Џером Блејк Арон Браун Андре де Грас Брендон Родни                                                                                  | Атлетика       | 4 × 100 м штафета                  | 6. август |
| Бронза | Џесика Климкејт | Џудо           | Жене до 57 кг                      | 26. јул   |
| Бронза | Женска репрезентација Канаде у софтболу                                                                                             | Софтбол        | Женски турнир                      | 27. јул   |
| Бронза | Катрин Бошмен-Пинар | Џудо           | Жене до 63 кг                      | 27. јул   |
| Бронза | Пени Олексијак | Пливање        | 200 м слободно за жене             | 28. јул   |
| Бронза | Кејли Филмер Хилари Џенсен | Веслање        | Двојац без кормилара за жене       | 29. јул   |
| Бронза | Кајла Санчез Меги Мек Нил Кајли Мејс Сидни Пикрем Тејлор Рак Пени Олексијак                                                         | Пливање        | 4×100 м мешовито за жене           | 1. август |
| Бронза | Андре де Грас | Атлетика       | 100 м за мушкарце                  | 1. август |
| Бронза | Лоријен Генест | Бициклизам     | Кеирин за жене                     | 5. август |
| Бронза | Еван Данфи | Атлетика       | Ходање 50 километара               | 6. август |
| Бронза | Кејти Венсан Лоренс Венсан-Лапуант                                                                                                  | Кану           | Ц2 500 м за жене                   | 7. август |